# Liste der Bischöfe von St. Pölten

Das Wappen der Diözese St. Pölten

Die Liste der Bischöfe von St. Pölten gibt eine Übersicht über alle bisherigen Bischöfe, Koadjutoren und Weihbischöfe der Diözese St. Pölten.
Kaiser Joseph II. zwang die Diözese Passau 1784 zum Verzicht auf ihre Pfarren in Niederösterreich und gründete die Diözese St. Pölten, Papst Pius VI. stimmte 1785 mit einer Bulle zu. Als Bischofssitz dienen die Gebäude des kurz zuvor aufgehobenen Augustinerchorherren-Stifts St. Pölten. Der erste der bisher 17 Bischöfe war Johann Heinrich von Kerens.

## Bischöfe
| Nr. | Name (Lebensdaten)                                                           | von  | bis  | Amtsende durch                                                 | Wappen                                                | Bild                                    |
| --- | ---------------------------------------------------------------------------- | ---- | ---- | -------------------------------------------------------------- | ----------------------------------------------------- | --------------------------------------- |
| 1.  | Johann Heinrich von Kerens (* 22. Mai 1725, † 26. November 1792)             | 1785 | 1792 | Im Amt verstorben                                              | Das Wappen Kerens'                                    |                                         |
| 2.  | Sigismund Anton Graf von Hohenwart (* 2. Mai 1730, † 30. Juni 1820)          | 1794 | 1803 | Zum Erzbischof von Wien ernannt                                | Das Wappen Hohenwarts                                 | Sigismund Anton Graf von Hohenwart      |
| 3.  | Godfried Joseph Crüts van Creits (* 11. März 1757, † 5. April 1815)          | 1806 | 1815 | Im Amt verstorben                                              |                                                       |                                         |
| 4.  | Johann Nepomuk Ritter von Dankesreither (* 22. Jänner 1750, † 10. Juni 1823) | 1816 | 1823 | Im Amt verstorben                                              | Das Wappen Dankesreithers                             | Johann Nepomuk Ritter von Dankesreither |
| 5.  | Joseph Chrysostomus Pauer (* 29. Juni 1756, † 19. Dezember 1826)             | 1824 | 1826 | Im Amt verstorben                                              |                                                       |                                         |
| 6.  | Jakob Frint (* 4. Dezember 1766, † 11. Oktober 1834)                         | 1827 | 1834 | Im Amt verstorben                                              |                                                       |                                         |
| 7.  | Johann Michael Leonhard (* 23. September 1782, † 19. Jänner 1863)            | 1835 | 1835 | Zum Militärbischof der österreichischen Militärdiözese ernannt |                                                       |                                         |
| 8.  | Michael Johann Wagner (* 12. August 1788, † 23. Oktober 1842)                | 1835 | 1842 | Im Amt verstorben                                              |                                                       | Michael Johann Wagner                   |
| 9.  | Anton Aloys Buchmayer (* 8. Juni 1770, † 2. September 1851)                  | 1843 | 1851 | Im Amt verstorben                                              |                                                       | Anton Buchmayer                         |
| 10. | Ignaz Feigerle (* 7. April 1795, † 27. September 1863)                       | 1852 | 1863 | Im Amt verstorben                                              |                                                       | Ignaz Feigerle                          |
| 11. | Joseph Feßler (* 2. Dezember 1813, † 23. April 1872)                         | 1865 | 1872 | Im Amt verstorben                                              | Das Wappen Feßlers                                    | Joseph Feßler                           |
| 12. | Matthäus Josef Binder (* 19. August 1822, † 14. August 1893)                 | 1872 | 1893 | Im Amt verstorben                                              | Das Wappen Binders                                    |                                         |
| 13. | Johannes Baptist Rößler (* 23. Juni 1850, † 4. Jänner 1927)                  | 1894 | 1927 | Im Amt verstorben                                              | Das Wappen Rößlers                                    | Johannes Baptist Rößler                 |
| 14. | Michael Memelauer (* 23. September 1874, † 30. September 1961)               | 1927 | 1961 | Im Amt verstorben                                              |                                                       |                                         |
| 15. | Franz Žak (* 30. Juni 1917, † 28. Jänner 2004)                               | 1961 | 1991 | Rücktritt aus Altersgründen                                    |                                                       |                                         |
| 16. | Kurt Krenn (* 28. Juni 1936, † 25. Jänner 2014)                              | 1991 | 2004 | Rücktritt auf Wunsch von Papst Johannes Paul II.               |                                                       |                                         |
| 17. | Klaus Küng (* 17. September 1940)                                            | 2004 | 2018 | Rücktritt aus Altersgründen                                    | Das Wappen Küngs                                      | Klaus Küng                              |
| 18. | Alois Schwarz (* 14. Juni 1952)                                              | 2018 |      |                                                                | Wappen von Alois Schwarz als Bischof von Sankt Pölten | Alois Schwarz                           |

## Weihbischöfe und Koadjutoren
| Name (Lebensdaten)                                   | von  | bis  | Amt               | Amtsende durch                     | Wappen                  | Bild        |
| ---------------------------------------------------- | ---- | ---- | ----------------- | ---------------------------------- | ----------------------- | ----------- |
| Franz König (* 3. August 1905, † 13. März 2004)      | 1952 | 1956 | Bischof-Koadjutor | Zum Erzbischof von Wien ernannt    | [ 1 ]                   | Franz König |
| Franz Žak (* 30. Juni 1917, † 28. Jänner 2004)       | 1956 | 1961 | Bischof-Koadjutor | Zum Bischof von St. Pölten ernannt | [ 2 ]                   |             |
| Alois Stöger (* 12. April 1904, † 12. Dezember 1999) | 1967 | 1986 | Weihbischof       | Rücktritt aus Altersgründen        |                         |             |
| Heinrich Fasching (* 24. Mai 1929; † 1. Juni 2014)   | 1993 | 2004 | Weihbischof       | Rücktritt aus Altersgründen        | Das Wappen Faschings    |             |
| Anton Leichtfried (* 30. Mai 1967)                   | 2006 |      | Weihbischof       | Im Amt                             | Das Wappen Leichtfrieds |             |

## Hinweise
1. ↑  Das Wappen Königs nach dessen Ernennung zum Kardinal und Erzbischof
2. ↑  Das Wappen Žaks nach dessen Ernennung zum Diözesanbischof